# Ford Cargo

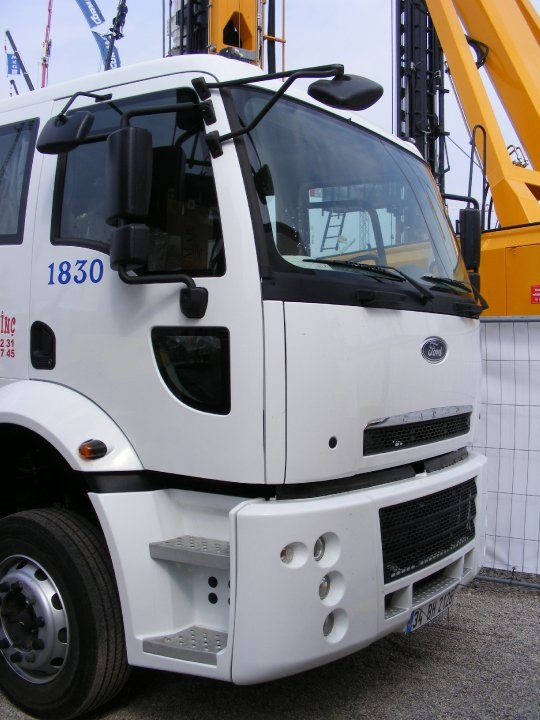
Ford Cargo 1830

Ford Cargo är en lastbilsmodell från Ford som tillverkade i Europa 1981–1992. Modellen lanserades 1981 som efterföljare till Ford D/Ford N. Den utsågs till Truck of the Year 1982. Cargo slutade tillverkas 1992 och Ford lämnade då den europeiska lastbilsmarknaden. Fabriken i Storbritannien såldes till Iveco. Iveco köpte Fords nyttofordonsdivision 1986 och fram till 1993 såldes modellen som Iveco Ford. Iveco började 1993 sälja Iveco Eurocargo.